# Joaquín Gutiérrez de Estrada
Joaquín Gutiérrez de Estrada (28 de enero de 1805 - 5 de enero de 1852) fue un comerciante y político novohispano y mexicano, después de la guerra de independencia. Nacido y fallecido en San Francisco de Campeche, Campeche. Gobernador de Yucatán en 1837. Defendió la causa de la independencia de México y después se integró políticamente con los grupos conservadores y centralistas de la nación recién surgida. Fue hermano menor de José María Gutiérrez de Estrada, que fue Secretario de Relaciones Exteriores de México y quien más tarde encabezó la comisión que ofreció el trono de México a Maximiliano de Habsburgo.

## Datos biográficos
Fue elegido diputado por Yucatán en 1830. En 1837, fue designado por el presidente Anastasio Bustamante gobernador de Yucatán durando en el ejercicio del cargo poco más de un mes y sumándose al grupo de cinco gobernadores que Yucatán tuvo en ese año. Participó más tarde (1840) en San Francisco de Campeche, donde tuvo su residencia, en la rendición del centralista Joaquín Rivas Zayas.
Su hermana, María Gutiérrez de Estrada estuvo casada con José Segundo Carvajal que fue gobernador de Yucatán de 1829 a 1832.